# Hàm Liêm
Hàm Liêm là một xã thuộc huyện Hàm Thuận Bắc, tỉnh Bình Thuận, Việt Nam.
Xã Hàm Liêm có diện tích 63,06 km², dân số năm 1999 là 8501 người, mật độ dân số đạt 135 người/km².